# Pierre Skawinski
Pierre Skawinski (* 23. Dezember 1912 in Bordeaux; † 20. März 2009 in Biarritz) war ein französischer Leichtathlet.
Skawinski gewann 1933 seinen ersten französischen Meistertitel im 400-Meter-Lauf, bei den Internationalen Studentenmeisterschaften belegte er mit der französischen 4-mal-400-Meter-Staffel den zweiten Platz. 1934 wurden in Turin die ersten Europameisterschaften der Leichtathleten ausgetragen. Mit seiner persönlichen Bestzeit von 48,0 Sekunden belegte Skawinski über 400 Meter den zweiten Platz hinter dem deutschen Adolf Metzner. Die französische Staffel mit Robert Paul, Georges Guillez, Raymond Boisset und Skawinski gewann mit französischem Landesrekord von 3:15,6 Minuten die Silbermedaille hinter der deutschen Staffel. 1935 erhielt Skawinski mit der französischen Staffel die Goldmedaille bei den Internationalen Studentenmeisterschaften. 1936 und 1937 siegte Skawinski erneut bei der französischen Meisterschaft. Bei den Olympischen Spielen 1936 erreichte er im Einzelwettbewerb das Halbfinale. 1937 gewann er mit der Staffel noch einmal Silber bei den Internationalen Studentenmeisterschaften. Bei einer Körpergröße von 1,85 Metern betrug sein Wettkampfgewicht etwa 76 Kilogramm.
Nach dem Abschluss seines Studiums wurde Pierre Skawinski Rechtsanwalt. Ab 1946 war er für viele Jahre Generalsekretär der Sportzeitung L’Équipe.